# Papa Stour
Pour les articles homonymes, voir Papa.
Papa Stour est une île des Shetland, au nord-est de l'Écosse. Elle est située à l'ouest de l'île principale et avec une superficie de 828 hectares est la huitième île de l'archipel. L'érosion marine de ses roches volcaniques ont créé une côte extraordinairement variée et découpée avec des cavernes, rochers, falaises, arches et soufflards. L'île compte une population d'une vingtaine d'habitants, certains y ayant immigré après l'appel pour résidents dans les années 1970.

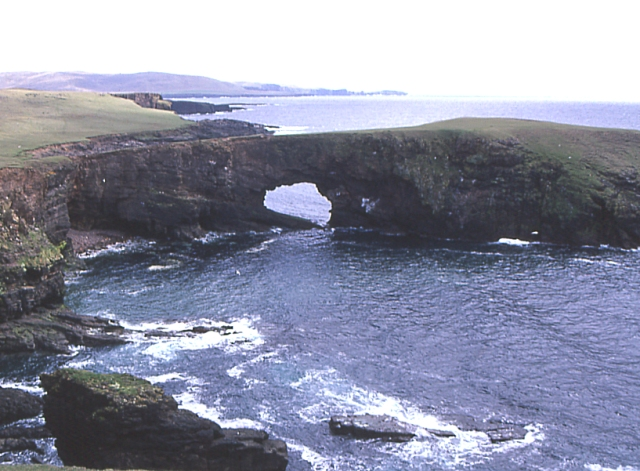
Vue d'Aesha Head sur la côte de Papa Stour.

L'île abrite une faune sauvage et sa partie occidentale a été déclarée Site d'intérêt scientifique spécial. Les eaux environnantes de l'île sont également une zone de conservation.

## Histoire
L'île compte plusieurs chambres funéraires du Néolithique et les ruines d'une maison du XIIIe siècle du duc Hakon, datant de l'occupation nordique. La population de l'île a atteint plus de 380 personnes au XIXe siècle lorsqu'une pêcherie fut ouverte à Crabbaberry à West Voe. La population déclina ensuite jusqu'à un plus bas de 16 habitants dans les années 1970. 
Le pourtour de l'île a été le lieu de nombreux naufrages et un célèbre poème Da Sang o da Papa Men  de Vagalang  rappelle un drame à l'époque où l'île était un centre de la pêche hauturière. 
Aujourd'hui les habitants sont principalement regroupés à Biggings vivant principalement de l'élevage de moutons.

## Source
- (en) Cet article est partiellement ou en totalité issu de l’article de Wikipédia en anglais intitulé « Papa Stour » (voir la liste des auteurs).